# Euippe (bướm đêm)
Euippe là một chi bướm đêm thuộc họ Geometridae.

## Các loài
- Euippe euchlorata
- Euippe fictaria
- Euippe phalarota
- Euippe plumbocaerulea
- Euippe rectimargo
- Euippe subnubila
- Euippe undulartaria